# Kolegium Pijarów w Radomiu
Kolegium Pijarów w Radomiu – klasycystyczno-barokowy budynek usytuowany przy Rynku. Obiekt jest częścią szlaku turystycznego Zabytki Radomia.

## Historia
Pijarzy zostali sprowadzeni do Radomia wiosną 1682. Początkowo zajmowali kilka domów usytuowanych w południowej pierzei rynku. W 1684 Marcin Dunin Wąsowicz ufundował pierwszy, wchodzący w skład zespołu pijarskiego, drewniany kościół pw. św. Marcina. Stare zabudowania zastąpiono w latach 1737–1756 nowym, nie do końca zrealizowanym gmachem, zaprojektowanym przez Antonio Solariego, nadwornego budowniczego, architekta królewskiego z okresu saskiego. W latach 1818–1820, już w okresie królestwa kongresowego, dobudowano do istniejących obiektów klasycystyczne siedmioosiowe skrzydło północne z ryzalitem, stanowiące reprezentacyjną fasadę od strony Rynku. W latach 1824–1825 w miejscu drewnianego kościoła pw. św. Marcina wzniesiono murowany kościół pw. św. Jana Kantego. Od 1830 szkoła zakonna funkcjonowała jako rządowa. W 1864, po kasacie zgromadzenia pijarskiego w ramach represji za powstanie styczniowe, placówka uległa laicyzacji (w 1873 zlikwidowano kościół pw. św. Jana Kantego, zastąpiony w 1888 cerkwią prawosławną). W 1892 do istniejących budynku dobudowano neoklasycystyczną aulę. Gimnazjum gubernialne mieściło się w budynku do ewakuacji Rosjan z obszaru królestwa kongresowego w 1915. W latach 1945–1974 budynek pełnił funkcje dydaktyczne, mieszcząc licea im. Jana Kochanowskiego oraz im. Tytusa Chałubińskiego. W 1976 budynek został przekazany Muzeum Okręgowemu, którego siedzibą pozostaje do dziś.

## Architektura

### Kolegium
Skrzydło frontowe usytuowane od strony Rynku zbudowane zostało na planie wydłużonego prostokąta, jest podpiwniczone i posiada siedemnastoosiową fasadę, z płytkim, siedmioosiowym ryzalitem, ozdobionym czterokolumnowym portykiem toskańskim w wielkim porządku oraz pilastrami w stylu toskańskim. Portyk nakryty jest attyką balustradową. Poszczególne kondygnacje rozdziela gzyms kordonowy, gzyms koronujący jest profilowany. Pierwotny układ wnętrz zachował się szczególnie w zachodniej części budynku, która jest też najbliższa pierwotnemu projektowi Solariego. Na uwagę zasługują tu szczególnie korytarz zachodni, sklepienia piwnic i pomieszczeń parteru oraz belkowane stropy w niektórych pomieszczeniach piętra. Od strony ulicy Wałowej w budynki założenia popijarskiego wkomponowane są relikty średniowiecznych murów obronnych z bramą krakowską (iłżecką).

### Dawny kościół
Był świątynią jednonawową i dwukondygnacyjną, z prezbiterium zwróconym na południe. Obecnie przedzielona stropem. Zachowany gzyms koronujący.